# Francesco Falaschi
Francesco Falaschi (Grosseto, 6 agosto 1961) è un regista, sceneggiatore e critico cinematografico italiano.

## Biografia
Nato a Grosseto nel 1961, dopo essersi laureato in Storia del cinema a Firenze ha iniziato a collaborare con numerose riviste del settore, tra cui Segnocinema. Nel 1997 esordisce dirigendo Giorgio Tirabassi in Furto con destrezza, cortometraggio presente in Corti stellari, e successivamente è il regista di Quasi fratelli, che gli ha valso il David di Donatello 1999 per il miglior cortometraggio. Nel 1999 dirige Elda Alvigini, Pierfrancesco Favino e Marco Giallini in un altro corto, Adidabuma.
Nel 2002 esce il suo primo lungometraggio, Emma sono io, con protagonista Cecilia Dazzi. Per questa commedia, Falaschi verrà nominato ai David di Donatello e al Nastro d'Argento come miglior regista esordiente, senza vincere però i premi. Dopo cinque anni dirige il suo secondo lungometraggio, Last Minute Marocco, una commedia con Valerio Mastandrea, Maria Grazia Cucinotta e Nicolas Vaporidis. Lo stesso anno è il regista di Dalla finestra aperta, un altro cortometraggio girato interamente a Grosseto, sua città natale, che vede nuovamente la partecipazione di Cecilia Dazzi e le musiche originali del compositore Stefano Ordini.
Esce invece nel 2011 il suo terzo lungometraggio, Questo mondo è per te, girato in Maremma tra Follonica, Grosseto e Scansano, con Cecilia Dazzi, Paolo Sassanelli, Sergio Sgrilli e Paolo Migone, e un esordiente Matteo Petrini nel ruolo del protagonista.
Il 19 settembre 2012 viene presentato in anteprima mondiale alla cinquantesima edizione del New York Film Festival, (Lincoln Center - Film Center Amphitheater), il corto My Tuscany – Art storm, del quale cura regia e sceneggiatura, con protagonisti Jessica Brando e Francesco Petrini.
Nel 2018 arriva nei cinema Quanto basta, suo quarto lungometraggio, incentrato sull'amicizia tra uno chef caduto in disgrazia e un giovane cuoco con la Sindrome di Asperger. Il film è interpretato nei ruoli principali da Vinicio Marchioni, Luigi Fedele e Valeria Solarino.

## Filmografia

### Regista e sceneggiatore

#### Lungometraggi
- Furto con destrezza, episodio del film Corti stellari (1997)
- Emma sono io (2002)
- Last Minute Marocco (2007)
- Questo mondo è per te (2011)
- Quanto basta (2018)
- C'è un posto nel mondo (2024)

#### Cortometraggi
- Quasi fratelli (1998)
- Adidabuma (1999)
- Il minestrone (2004)
- Dalla finestra aperta (2007)
- My Tuscany – Art storm (2012)
- Ho tutto il tempo che vuoi (2021)[3]

### Produttore

#### Cortometraggi
- Ti racconto una storia (2005)

## Pubblicazioni
- Jonathan Demme, Editrice Il Castoro S.r.l., Milano 1997.